# Justina Grecová
Justina Grecová (*8. prosince 1999, Praha) je česká divadelní dramaturgyně, režisérka a scénografka. Ve své tvorbě se pohybuje mezi různými divadelními disciplínami a věnuje se současné dramaturgii, inscenačním experimentům a performativním formám. Od září 2025 bude součástí kolektivního uměleckého vedení brněnského HaDivadla, spolu s Janem Doleželem a Janou Vaverkovou.

## Vzdělání[3]
- Johannes Kepler Grammar School, Praha (2015–2019)
- Hebraistika a židovská studia, Filozofická fakulta Univerzity Karlovy, Praha (2019–2020)
- Dramaturgie, Divadelní fakulta Janáčkovy akademie múzických umění, Brno – magisterské studium

## Umělecká tvorba
Grecová se věnuje dramaturgii, režii a scénografii. Spolupracuje na autorských inscenacích i kolektivních projektech, s důrazem na mezioborové přístupy.

### Absolventské projekty
- O𐚁lando (2025, Studio Marta) – adaptace děl Virginie Woolf a Davida Fostera Wallace; režie a dramaturgie: Jan Doležel, Justina Grecová, Jana Vaverková[4]

### Školní projekty
- Dvojité W (2024, DF JAMU) – dramaturgie: Justina Grecová, Samuel Špilar
- Mé jméno budiž Gantenbein (2023, DF JAMU) – režie, dramaturgie, adaptace
- Překrásná je nepotřeba nářku (2022, Studio Marta) – scénografie
- human being (2022, DF JAMU) – režie, dramaturgie, scénografie
- Cleaned bodies (2022, DF JAMU) – dramaturgie
- Sídliště Jancl (2022, Janáčkovo divadlo, festival Encounter) – dramaturgie
- Oneiroi (2022, OC Dornych) – režie, scénografie
- Racek – dialogy (2021, DF JAMU) – dramaturgie

### Další projekty
- Noir Haas (2024, Divadlo Husa na provázku, festival ŠTETL FEST) – dramaturgie, autorka
- 1000 stop zmizelých (2023, ŠTETL FEST) – happening, autorský podíl

## Profesní zkušenosti[5]
- HaDivadlo, Brno – členka uměleckého vedení (od 09/2025)
- Divadlo Husa na provázku, Brno – asistentka dramaturgie v inscenaci Pozdravuju a líbám vás všecki (2022–2023)

## Stáže a workshopy
- Studium na Theaterakademie August Everding, Mnichov (2023, zimní semestr), obor dramaturgie
- Workshop Objekttheater im postantropozentrischen Kontext pod vedením Floriana Feisela, Mnichov (2023) – performerka, autorka
- Workshop Dramaturgie a objektové divadlo se Sodjou Lotker, CO.LABS (2022) – účastnice